# 沢海陽子
沢海 陽子（そうみ ようこ、1962年5月31日 - ）は、日本の声優、舞台女優。所属事務所は懸樋プロダクション。劇団AUN劇団員。新潟県出身。

## 略歴
昔は結構おしゃまな子供であり、「陽子ちゃん、写真撮るわよ」と言われるとバッグを一つ持ってきて、手にかけてポーズをとるような子供だったが、人見知りをしていた部分もあった。母によると小学1年生の時の音楽会でソロを歌う部分があり、見に来ていた母が「あら、陽子が一人で歌ってるじゃない」と言われており、クラスの中で何人かピックアップされて何かやるということに選ばれることは多かったという。
東京文化短期大学（現:新渡戸文化短期大学）卒業、文学座付属演劇研究所卒業。
仲間で小劇団を結成し、アルバイトしながら芝居をやってるという生活をしていた。数あるアルバイトの中で、友人の芝居仲間から「しゃべるバイトをやらない？」と持ちかけられ、録音をしていた江崎プロダクション（現：マウスプロモーション）の当時の社長が「声の仕事に興味があるなら紹介しますよ」と言ってもらい、そのとき初めて職業としての声優に対して「こういう仕事もあったんだ」と漠然と思い、「もう食べられなかったですから、お金になるならぜひ紹介してください！」という感じで声優としての活動を始める。
2022年11月1日より、約30年所属したマウスプロモーションを離れ、懸樋プロダクションへ移籍。

## 人物・特色
声域は低音で、アニメの声優としては少女役から年配の女性役、少年役もこなす。
声優業では海外ドラマ・洋画の吹き替えが中心で、特に後者ではキャメロン・ディアスを当てられることが多い。
大日本絵画の模型雑誌『モデルグラフィックス』の『スタートレック』情報コーナー「スタトレ雑記帳」内にて、近況コラム「沢海陽子の徒然星間日記」を連載中。
アニメーションの主人公に対して、「メンタルな部分を前面に押し出しているタイプが多く、それもそれなりの良さはあるが、深すぎたり重すぎたりしている」と苦言を呈したことがある。

## 出演
太字はメインキャラクター。

### テレビアニメ
1992年
- 幽☆遊☆白書（1992年 - 1993年、温子）

1993年
- カリメロ（子供達）

1995年
- 空想科学世界ガリバーボーイ（リリース）
- 十二戦支 爆烈エトレンジャー（1995年 - 1996年、ウリィ、ニャンマー、ショコラ）
- 神秘の世界エルハザード（ディーバ）
- ロミオの青い空（グラゼーラ・マルティーニ）

1996年
- B'T-X（ローズマリー）

1997年
- 吸血姫美夕（神魔・黄繍）
- 金田一少年の事件簿（野中ともみ）
- ゲゲゲの鬼太郎（第4作）（ぶるぶる）
- 少女革命ウテナ（鳳夫人）
- バトルアスリーテス大運動会（アイラ・ヴェフェラスカ・ロスノフスキ）
- マッハGoGoGoリメイク版（響美鈴）

1998年
- 異次元の世界エルハザード（ディーバ）
- 超魔神英雄伝ワタル（ナイロン）
- TRIGUN（ドミニク・ザ・サイクロプス）
- 名探偵コナン（1998年 - 2021年、島村佐知子、備前千鶴、大門加代子、隅田晶、野口麻里子、ミス・リップ / ミスター・ヘッド、芦野捺芽 他）

1999年
- A.D.POLICE（結城聡美、ポールの母）
- ゴクドーくん漫遊記（白狐）
- 小さな巨人 ミクロマン（ファイバーン、耕平・裕太の母）

2000年
- サイバーシックス（グリゼルダ）
- Sci-Fi HARRY（ケイト）
- ヴァンドレッド（2000年 - 2001年、ブザム・A・カレッサ〈変声〉） - 2シリーズ
- 陽だまりの樹（おつね）
- ポケットモンスター（2000年 - 2002年、エレン、ナオヤ）

2001年
- X -エックス-（夏澄火煉）
- キャプテン翼（第3作）（三杉の母）
- シャーマンキング（リゼルグ・ダイゼル、カナ、幻陰）
- 地球少女アルジュナ（テレサ・ウォン）
- ルパン三世 アルカトラズコネクション（スーザン）

2002年
- サイボーグ009 THE CYBORG SOLDIER（ローザ / ソフィー）

2003年
- アストロボーイ・鉄腕アトム（トミー）
- ギャラクシーエンジェル（第3期）（宇宙海賊CCデビル）
- クロノクルセイド（リゼール）
- ストラトス・フォー（宙美春）
- デジガールPOP!（サイバーレディ）
- 人間交差点（小山節子）

2004年
- アガサ・クリスティーの名探偵ポワロとマープル（グレイ）
- 攻殻機動隊 S.A.C. 2nd GIG（女）
- 蒼穹のファフナー（狩谷由紀恵）
- BLEACH（ナムシャンデリア、ヨシ、刀獣）
- マーメイドメロディー ぴちぴちピッチ（海斗の母）
- 妄想代理人（佐藤道子）
- MONSTER（娼婦）

2005年
- ギャラリーフェイク（秋吉雅子）
- 交響詩篇エウレカセブン（ミーシャ）
- 甲虫王者ムシキング 森の民の伝説（ナン）
- それいけ!アンパンマン（おバチちゃん〈2代目〉）
- Paradise Kiss（嶋本梢）
- ブラック・ジャック（清水きよみ）
- ポケットモンスター アドバンスジェネレーション（カエデ）

2006年
- 怪 〜ayakashi〜化猫（坂井水江）
- Ergo Proxy（デリタ）
- コヨーテ ラグタイムショー（マルチアーノ）
- シムーン（ハルコンフ）
- 働きマン（夏目美芳）
- 祝!(ハピ☆ラキ)ビックリマン（2006年 - 2007年、魔妃ネロクイーン）
- ふたりはプリキュア Splash Star（鈴木明日香）

2007年
- Yes!プリキュア5（アラクネア）
- 大江戸ロケット（玉屋清吉、たぬきのたけお）
- 機神大戦ギガンティック・フォーミュラ（ルクレツィア・モレッティ）
- ケロロ軍曹（ちびガルル）
- こどものじかん（白井紗江）
- 鋼鉄神ジーグ（草薙美夜〈剣児の母〉）
- 彩雲国物語 第2シリーズ（碧歌梨）
- 東京魔人學園剣風帖 龖（岩山たか子） - 2シリーズ
- NARUTO -ナルト-（孔雀）
- ひまわりっ!!（武蔵坊ミサ）
- ポケットモンスター ダイヤモンド&パール（2007年 - 2008年、アツオ、ヒロキ / タクヤ）
- モノノ怪 「化猫」（山口ハル）

2008年
- ゲゲゲの鬼太郎（第5作）（骨女）
- 美肌一族（美肌ルミ子）
- 魔法遣いに大切なこと 〜夏のソラ〜（川田魔法士）

2009年
- アラド戦記〜スラップアップパーティー〜（シロコ、ハイネ）
- グイン・サーガ（ミリア）
- 鋼の錬金術師 FULLMETAL ALCHEMIST（2009年 - 2010年、オリヴィエ・ミラ・アームストロング）
- リストランテ・パラディーゾ（ヴァンナ）

2011年
- 殿といっしょ -眼帯の野望-（濃姫）
- 夏目友人帳 参（髪の長い一つ目妖怪）
- プリティーリズム・オーロラドリーム（ケイ）

2012年
- アイカツ!（橘杏奈）
- イナズマイレブンGO クロノ・ストーン（2012年 - 2013年、諸葛孔明）
- 新世界より（女王）
- HUNTER×HUNTER（第2作）（斡旋所の女）
- プリティーリズム・ディアマイフューチャー（ケイ）

2013年
- 黒魔女さんが通る!!（デスカ先生）
- しまじろうのわお!（メイばあさん）
- プリティーリズム・レインボーライブ（蓮城寺律）
- よんでますよ、アザゼルさん。Z（ナースA、マルコメの恋人ナース）

2014年
- キャプテン・アース（夜祭ツバキ、アナウンサー）
- それでも世界は美しい（ミランダ）
- テラフォーマーズ（鬼塚の母）

2016年
- 亜人（圭の母）
- 機動戦士ガンダム 鉄血のオルフェンズ（アンリ・フリュウ）
- ジョーカー・ゲーム（ジェーン・グラハム）
- SUPER LOVERS（柏木幹子）
- ドラえもん（テレビ朝日版第2期）（2016年 - 2018年、マリのママ、軍曹）

2017年
- SUPER LOVERS 2（柏木幹子）
- メイドインアビス（院長）
- 血界戦線 & BEYOND（アリス・ネバーヘイワーズ）

2018年
- ヴァイオレット・エヴァーガーデン（アイリスの母）
- グランクレスト戦記（クララ）
- LOST SONG（ナール、民衆）
- とある魔術の禁書目録III（2018年 - 2019年、エリザード）

2019年
- KING OF PRISM -Shiny Seven Stars-（十王院京）
- クレヨンしんちゃん（おばさん）

2020年
- BanG Dream! ガルパ☆ピコ 〜大盛り〜（ナレーション）
- キミと僕の最後の戦場、あるいは世界が始まる聖戦（2020年 - 2025年、八大使徒C、八大使徒E） - 2シリーズ

2021年
- ログ・ホライズン 円卓崩壊（葉蓮仙女）
- SHAMAN KING（2021年 - 2022年、リゼルグ・ダイゼル）
- さんかく窓の外側は夜（同僚）

2022年
- リコリス・リコイル（楠木）
- 機動戦士ガンダム 水星の魔女（2022年 - 2023年、ネボラ） - 2シリーズ

2023年
- 便利屋斎藤さん、異世界に行く（魔界の妃）
- 君は放課後インソムニア（ソフトボール部顧問）
- ダークギャザリング（螢多朗の母）

2024年
- トリリオンゲーム（2024年 - 2025年、蜜園）

2025年
- 甘神さんちの縁結び（暗神様）

### 劇場アニメ
1992年
- 紅の豚

1995年
- MEMORIES「彼女の想いで」（アンナ）

2000年
- 劇場版ポケットモンスター 結晶塔の帝王 ENTEI（レポーター）

2001年
- バンパイアハンターD（カロリーヌ）

2007年
- ジョジョの奇妙な冒険 ファントムブラッド（ダリオの女）

2009年
- 交響詩篇エウレカセブン ポケットが虹でいっぱい（ミーシャ）

2010年
- 映画 プリキュアオールスターズDX2 希望の光☆レインボージュエルを守れ!（アラクネア / 超獣化アラクネア）

2014年
- クレヨンしんちゃん ガチンコ!逆襲のロボとーちゃん（子連れ主婦）

2015年
- 亜人 -衝動-（圭の母）

2016年
- 名探偵コナン 純黒の悪夢（リースリング）

2017年
- 劇場版 はいからさんが通る 前編 〜紅緒、花の17歳〜（女学院教師）

2018年
- 交響詩篇エウレカセブン ハイエボリューション（2018年 - 2021年、ミーシャ・ストラヴィンスカヤ） - 2作品

2019年
- 劇場版総集編【前編】メイドインアビス 旅立ちの夜明け（院長）

2023年
- 鬼太郎誕生 ゲゲゲの謎（龍賀乙米）

2025年 
- 映画しまじろう しまじろうとゆうきのうた

### OVA
1995年
- GUNSMITH CATS（ナスターシャ＝ラディノフ）
- KEY THE METAL IDOL（1995年 - 1997年、寿彦の母）
- 神秘の世界エルハザード（ディーバ）

1997年
- 神秘の世界エルハザード2（ディーバ）
- B'T X NEO（ローズマリー）

1998年
- 青の6号（フリーダ・ベラスコ）
- 聖少女艦隊バージンフリート（ニコラ・パブリオ）

1999年
- 思春期美少女合体ロボ ジーマイン（みどり）
- メルティランサー The Animation（F）

2000年
- 天使禁猟区（ベリアル）
- 倒凶十将伝 巻の参〜理想の巻〜（森羅眼）

2001年
- 倒凶十将伝 封魔五行伝承 巻の壱（連衹）
- 倒凶十将伝 封魔五行伝承 巻の参（森羅眼）

2004年
- ストラトス・フォー（X シリーズ）（宙美春）

2005年
- ストラトス・フォー アドヴァンス（宙美春）

2006年
- ストラトス・フォー アドヴァンス 完結編（宙美春）

2008年
- HELLSING（2008年 - 2009年、ゾーリン・ブリッツ） - 4作品

2009年
- こどものじかん 2学期（白井紗江）

2016年
- 天地無用! OVA4期（九羅密美守）

2018年
- 幽☆遊☆白書 のるかそるか（浦飯温子）

### Webアニメ
- マウスどうぶつえん（2017年、シロナガスクジラのようこ）
- クレヨンしんちゃん外伝 家族連れ狼（2017年、お葉）
- 7SEEDS（2019年 - 2020年、早乙女牡丹[32]） - 2シリーズ
- マウスどうぶつえん名作劇場（2020年、シロナガスクジラのようこ）
- 『リコリス・リコイル』Friends are thieves of time.（2025年、楠木[初出 10]）

### ゲーム
1995年
- 制服伝説プリティ・ファイターX（水上静）

1996年
- ガーディアンヒーローズ（セレナ・コルセア）
- 東方珍遊記　〜はーふりんぐ・はーつ！！〜（牛魔王）

1997年
- デジタルアンジュ -電脳天使SS-（クレアリデル・ヴァナント・シャウラ）
- ドラゴンナイト4（リディア）

1998年
- バックガイナー（ルシータ）
- バトルアスリーテス大運動会 オルタナティブ（アイラ）
- 立体忍者活劇 天誅（彩女）

1999年
- 金田一少年の事件簿3 青龍伝説殺人事件（野口京子）
- デバイスレイン（園宗寺要）
- レジェンド オブ ドラグーン（ミランダ）
- PS版ロードオブモンスターズ（ネリエット）

2001年
- ジャック×ダクスター 旧世界の遺産（マイア）
- 正義の味方（アジャラ）
- デ・ジ・キャラット ファンタジー（エリカ）

2002年
- 鬼武者2（小谷のお邑）
- GALAXY ANGEL（シェリー・ブリストル）
- シャーマンキング スピリット オブ シャーマンズ（リゼルグ）
- シャーマンキング 超・占事略決3（リゼルグ、カンナ、幻陰）

2003年
- シャーマンキング ソウルファイト（リゼルグ、カナ）
- 007ナイトファイア（ゾーイ・ナイトシェイド）
- 天誅 参（彩女）
- 鋼の錬金術師 翔べない天使（カミラ）

2004年
- アドバンスガーディアンヒーローズ（セレナ・コルセア）
- サクラ大戦物語 〜ミステリアス巴里〜（グエン・テュ・アイン）
- 3年B組金八先生 伝説の教壇に立て!（久保真理子）
- シャーマンキング ふんばりスピリッツ（リゼルグ）
- 天誅 紅（彩女）

2005年
- 怪盗アプリコット（望月あざみ）
- 新世紀勇者大戦（ユウ・ウィグナー）
- 星界の戦旗（ルブラニー）
- 天誅 忍大全（彩女）
- Twelve〜戦国封神伝〜（フジヨシ、シイヒメ）
- 義経紀（巴御前）

2006年
- 神業-KAMIWAZA-（元締め）
- サムライチャンプルー HIPHOPサムライアクション（魔女）
- ファイナルファンタジーXII（ジャッジ・ドレイス）
- PROJECT SYLPHEED（サンドラ・レッドバード）

2007年
- 株トレーダー瞬（ディアボラック曜子）
- みんなのGOLF 5（エバ）

2008年
- drastic Killer（ウィラニー）
- メタルギアオンライン（男性ボイスタイプG）PS3版

2009年
- 罪と罰 宇宙の後継者（アリアナ・シャミ）

2010年
- 鋼の錬金術師 FULLMETAL ALCHEMIST 約束の日へ（オリヴィエ・ミラ・アームストロング）

2011年
- Gears of War 3（サマンサ・バーン）
- NARUTO -ナルト- 疾風伝 忍立体絵巻! 最強忍界決戦!!（マリス）

2012年
- イナズマイレブンGO2 クロノ・ストーン ネップウ/ライメイ（諸葛孔明）
- スーパーロボット大戦OGサーガ 魔装機神II REVELATION OF EVIL GOD（マーガレット・ウォン）
- バイオハザード オペレーション・ラクーンシティ（バーサ）

2013年
- スーパーロボット大戦OGサーガ 魔装機神III PRIDE OF JUSTICE（マーガレット・ウォン）
- トゥームレイダー（レイエス）

2015年
- Bloodborne（烏羽の狩人アイリーン)
- スター・ウォーズ バトルフロント

2016年
- アイカツ! フォトonステージ!!（橘杏奈）
- ミラーズエッジ カタリスト（レベッカ・セイン）

2019年
- ファイアーエムブレム 風花雪月（ジュディット）

2020年
- キューピット・パラサイト（ミネルヴァ）
- 真・女神転生III NOCTURNE HD REMASTER

2021年
- とある魔術の禁書目録 幻想収束（エリザード）
- ブレイブ フロンティア レゾナ（イヴァ）
- 妖怪ウォッチ ぷにぷに（リゼルグ・ダイゼル）
- 真・女神転生V（ラケシス）
- モンスターストライク（2021年 - 2023年、リゼルグ・ダイゼル、オリヴィエ）

2022年
- ファイアーエムブレム無双 風花雪月（ジュディット＝フォン＝ダフネル）
- 鋼の錬金術師 MOBILE（オリヴィエ・ミラ・アームストロング）

2023年
- OCTOPATH TRAVELER II（レディ・クラリッサ）
- ライザのアトリエ3 〜終わりの錬金術士と秘密の鍵〜（アルベルタ・ローズ）
- サイバーパンク2077 ファントムリバティー（ロザリンド・マイヤーズ）

2024年
- 真・女神転生V Vengeance（ラケシス）
- Wizardry Variants Daphne

### ドラマCD
※五十音順
- 頭文字D「ロンリードライバー伝説」（桂木美香）
- 大奥「有功&家光」編（2017年、春日局[42]） - 単行本第15巻ドラマCD付き特装版
- 集英社カセットブック ジョジョの奇妙な冒険 第2巻 アヴドゥル死すの巻（クレメンタイン）
- SUPER LOVERS（柏木幹子）
- 天使禁猟区（ベリアル）
- 花のあすか組!外伝（ひばり）
- 冒険時代（テレビ東京「アジアビジネス新時代」エンディング）
- MAUSU THEATER
- 幽☆遊☆白書（浦飯温子）
- リストランテ・パラディーゾ Drama CD Vol.1（ヴァンナ）
- レティーシュ・ナイツ 〜緑柱石（エメラルド）の誓約〜（魔女ノーラ） - 初回限定特装版付属CD

### オーディオブック
- ハッピーバースデー（2009年、藤原静代）
- すぐ死ぬんだから（2020年）

### ラジオドラマ
- G-SAVIOUR（シズレーヌ・フォスター少佐）

### 吹き替え

#### 担当女優
キャメロン・ディアス
- クリスティーナの好きなコト（クリスティーナ・ウォルターズ）
- SEXテープ（アニー）
- チャーリーズ・エンジェル（ナタリー・クック）※ソフト版
- バッド・ティーチャー（エリザベス・ハルシー）
- ベスト・フレンズ・ウェディング（キミー）※ソフト版
- ラスベガスをやっつけろ（テレビリポーター）※BD・新DVD版

サンドラ・オー
- キリング・イヴ/Killing Eve（イヴ・ポラストリ）
- グレイズ・アナトミー 恋の解剖学（クリスティーナ・ヤン）
- 刑事トム・ソーン2 臆病な殺人者（サラ・チェン）
- ラモーナのおきて（ミーチャム）

#### 映画
- アイスランド（ジェシカ・プラット＝トレントン）
- 愛とセックスとセレブリティ（サマンサ〈アン・ヘッシュ〉）
- 愛の地獄（マリリン）
- アウト・フォー・ジャスティス（アンジー）※テレビ朝日版
- アゲイン/明日への誓い（キティ〈アニタ・ムイ〉）※カルチュア・パブリッシャーズ版
- アサインメント（モーラ・ラミレス）※ソフト版
- アダルト♂スクール（ララ・キャンベル）
- アドミッション -親たちの入学試験-（コリン〈グロリア・ルーベン〉）
- あなたに逢えるその日まで…（グウェン・モス〈ジーン・トリプルホーン〉）
- アンダーカバー・ブルース/子連れで銃撃戦!?
- イージー・マネー/一獲千金（ローズ〈キャンディス・アザラ〉）※テレビ東京版
- 祈りのちから（エリザベス・ジョーダン〈プリシラ・シャイラー〉）
- イベント・ホライゾン（スターク〈ジョエリー・リチャードソン〉）
- イン・ザ・ビギニング（リベカ）
- インターセプター（ジャネット・モーガン少佐）※テレビ東京版
- インタビュー・ウィズ・ヴァンパイア
- インデペンデンス・デイ（コンスタンス・スパノ補佐官〈マーガレット・コリン〉[43]）※機内上映版
- ウーマン ラブ ウーマン（エイミー〈クロエ・セヴィニー〉）
- エネミー・アクション（キャサリン・ケリー中尉〈リサ・ソーンヒル〉）
- 遠距離恋愛 彼女の決断（コリーン〈クリスティナ・アップルゲイト〉）
- オーシャンズ12（イザベル・ラヒリ〈キャサリン・ゼタ＝ジョーンズ〉）※ソフト版
- おとなのワケあり恋愛講座（オリビア〈サルマ・ハエック〉）
- オペレーション チェックメイト（ジル）
- ガウディアフタヌーン（カサンドラ・ライリー〈ジュディ・デイヴィス〉）
- 風と共に散る（ルーシー・ムーア・ハドリー〈ローレン・バコール〉）※ソフト版
- カリフォルニア（キャリー・ラフリン〈ミシェル・フォーブス〉）
- ガルガメス（パリエル）
- 完全犯罪クラブ（キャシー〈サンドラ・ブロック〉）
- ガンメン（マリア〈ブレンダ・バーキ〉）
- キスキス,バンバン -L.A.的殺人事件（ハーモニー・ファイス・レイン〈ミシェル・モナハン〉）
- 君の名前で僕を呼んで（アネラ〈アミラ・カサール〉[44]）
- ギャングバスターズ（セレステ〈エヴァ・ロンゴリア〉）
- グラディエーター（ルッシラ〈コニー・ニールセン〉）※ソフト版
  - グラディエーターII 英雄を呼ぶ声[45]
- グレムリン2 新・種・誕・生 ※テレビ朝日版
- クロウ/飛翔伝説（マイカ〈バイ・リン〉）※テレビ東京版
- 警察署長 ジェッシイ・ストーン 湖水に消える（リリィ・サマーズ校長〈オーラ・ブラディ〉）
- 刑事ジョン・ルーサー: フォールン・サン（ジョーゼット）
- ゲット・マネー（ウルスラ〈カルメン・チャップリン〉）
- ゴーストアビス（ケイシー・モネ）
- ゴースト・ブラザー/天国から来たヒーロー（RC・セイント・ジョン〈マイケル・ミシェル〉）
- ゴーン・ガール（ロンダ・ボニー刑事〈キム・ディケンズ〉）
- コーンヘッズ（リサ・ファーバー、コーチ〈エレン・デジェネレス〉）
- 交渉人（カレン・ローマン〈レジーナ・テイラー〉）※ソフト版
- 氷の微笑（ベス・ガーナー〈ジーン・トリプルホーン〉）※日本テレビ版
- コン・エクスプレス（ナタリア）
- コンタクト（ニュースキャスター〈キャスリーン・ケネディ〉）※テレビ東京版
- サイモン・セズ（ダンサー〈エマ・シェーベルイ〉）
- サイレントヒル（シビル・ベネット〈ローリー・ホールデン〉）
- サイン・オブ・ゴッド（シャロン〈ナイケ・リベリ〉）
- ザ・エージェント（エイヴリー・ビショップ〈ケリー・プレストン〉）※日本テレビ版
- ザ・シューター/極大射程（アローデス・ガリンドー〈ローナ・ミトラ〉）
- SURVIVOR/野獣地帯（ジーナ）
- サブウェイ・パニック 1:23PM（ミスター・ブラウン）
- サベイランス -監視-（アリス・ポウルソン〈クレア・フォーラニ〉）
- SHAME -シェイム-（マリアンヌ〈ニコール・ベハーリー〉）
- ジェイル・ブレイカー（ギョンスン〈ソン・ユナ〉）
- Gガール 破壊的な彼女（ジェニー・ジョンソン / Gガール〈ユマ・サーマン〉）
- シティヒート（サニー）
- 死の標的（リポーター）※テレビ朝日版
- ジャイアント・ベビー ※日本テレビ版
- シャドー・ウォリアーズ/地獄の要塞（ハンター・ワイリー〈シャノン・トゥイード〉）
- ジャングル・ジョージ（アースラ・スタンホープ〈レスリー・マン〉）
- 十二夜（ヴァイオラ）
- ジュリエットからの手紙（イザベラ）
- ショーツ 魔法の石大作戦（トンプソンママ〈レスリー・マン〉）
- 将軍の娘/エリザベス・キャンベル（エリザベス・キャンベル）
- 新アンタッチャブル/カポネ・暗黒街の抗争（ジェニー〈デブラ・ファレンティノ〉）
- スーパーエージェント 美女奪還大作戦!!（ジメナ）
- スターシップ・トゥルーパーズ3（ローラ・ベック〈ジョリーン・ブラロック〉）
- ストリートファイター（春麗〈ミン・ナ〉）※テレビ朝日版
- スネーク・アイズ（アンシア〈タマラ・チュニー〉）※ソフト版
- スパイダー（ジェニー・フラニガン〈モニカ・ポッター〉）※ソフト版
- スパイな奴ら（カン代理〈ヨム・ジョンア〉）
- スピード（カミノ夫人[46]、エレベータの女2）※ソフト版
- スフィア（ジェーン・エドマンズ）
- スポーン（ジェシカ・プリースト〈メリンダ・クラーク〉）
- SET IT OFF
- 17 セブンティーン（受付嬢〈チューズデイ・ナイト〉）
- ゼロ・トレランス（アンニャ・モンスドッテル）
- セント・オブ・ウーマン/夢の香り（ドナ〈ガブリエル・アンウォー〉）
- 相続人（ロイス・ハーラン〈ダリル・ハンナ〉）※ソフト版
- ソルジャー（スローン中尉）※ソフト版
- ダーティ・ボーイズ（トレイシー・フリン〈クリステン・ウィルソン〉）
- ターミネーター2（サラ・コナー〈リンダ・ハミルトン〉）※特別編DVD音声解説
- 第三の男（アンナ〈アリダ・ヴァリ〉）※PDDVD版
- タイムリミット（アレックス・ディアス・ウィットロック〈エヴァ・メンデス〉）※ソフト版
- 太陽の雫（ハンナ〈モリー・パーカー〉）
- TAXiシリーズ（ペトラ〈エマ・シェーベルイ〉）※ソフト版
  - TAXi
  - TAXi②
  - TAXi③
  - TAXi④
- ダニエル・スティール/愛のカレイドスコープ・訣別の微笑（デビ）※テレビ東京版
- ダニエル・スティール/状況証拠（マリエール〈リサ・リーナ〉）※テレビ版
- 007/ユア・アイズ・オンリー（メリナ〈キャロル・ブーケ〉）※ソフト版
- 007/リビング・デイライツ（リンダ）※テレビ朝日版
- 探偵犬シャーロック（サリー・ジョンソン）
- 弾突 DANTOTSU（ドレア〈レネイ・エリース・ゴールズベリイ〉）
- 父の祈りを（キャロル・リチャードソン〈ビーティ・エドニー〉）
- チャイニーズ・ボックス（ヴィヴィアン〈コン・リー〉）
- 追跡迷路/美しき逃亡者（ビビ・ストーン〈モリー・リングウォルド〉）
- デーモンハンター（サキュバス）
- ディア・ブラザー（検事〈タリア・バルサム〉）
- デス・ゲーム2025（キアイ〈フランソワーズ・イップ〉）
- デビル（メーガン〈ナターシャ・マケルホーン〉）※ソフト版
- デモリションマン ※テレビ朝日版
- デンジャラス・ビューティー2（ジャネット・マッカレン〈エリザベス・ローム〉）※日本テレビ版
- トータル・フィアーズ（キャッシー・マラー〈ブリジット・モイナハン〉）※ソフト版
- 盗聴（クリスタ・バロン〈サラ・G・パクストン〉）
- 摩天楼はバラ色に（ヴェラ・プレスコット〈マーガレット・ホイットン〉）※Netflix版
- ニル・バイ・マウス（ヴァレリー〈キャシー・バーク〉）
- NEXT -ネクスト-（カリー・フェリス〈ジュリアン・ムーア〉）
- ネバーエンディング・ストーリー3（ムーキー〈キャロル・フィン〉）
- 眠れぬ夜のために（クリスティ）
- ノーエスケープ（ジュディ〈リサ・マリー〉）
- NOセックス、NOライフ!（エレイン〈マギー・ジレンホール〉）
- ノンストップ・ガール（カルメン〈パトリシア・ヴェラスケス〉）
- ハーヴィ/裸のウサギを持つ男
- ハード・トゥ・キル（救命士、受付嬢）※テレビ朝日版
- ハービー/機械じかけのキューピッド（リポーター）
- ハイスクール白書 優等生ギャルに気をつけろ!（リンダ・ノヴォトニー）
- 裸の夜会（エレオノール・ヴァラン）
- バックラッシュ（キム・ウッズ博士〈リサ・コリンズ〉）
- ハッピィブルー（シンシア〈トニ・コレット〉）
- バッファロー・ガールズ/カラミティ・ジェーンの半生（ドーラ・デュフラン〈メラニー・グリフィス〉）※NHK版
- バトルランナー（アンバー・メンデス〈マリア・コンチータ・アロンゾ〉）※ソフト版
- ビバリーヒルズ・コップ3（ジャニス〈テレサ・ランドル〉）※フジテレビ版
- ファースト・キッド/僕のパパは大統領（スーザン・ローレンス）
- ファースト・ワイフ・クラブ（レスリー・ローゼン〈マーシャ・ゲイ・ハーデン〉）
- フェア・ゲーム（リタ〈サルマ・ハエック〉）
- フォーエヴァー・ライフ/旅立ちの朝（アン〈ブリジット・フォンダ〉）
- フォレスト・ガンプ/一期一会（カーラ）※日本テレビ版
- 舞台恐怖症（シャーロット〈マレーネ・ディートリヒ〉）※PDDVD版
- フラッシュフラッド（ナタリー）
- ブラボー火星人2000（ブレース・チャニング〈エリザベス・ハーレイ〉）
- ブルドッグ（ステイシー・ヴェッター）※ソフト版
- ブレイド2（ニッサ〈レオノア・ヴァレラ〉）※テレビ東京版
- ベートーベン（バイカー〈オーラン・ジョーンズ〉）※ソフト版
- ベルベット・ゴールドマイン（マンディ・スレイド〈トニ・コレット〉）
- ヘルライド（ナダ〈レオノア・ヴァレラ〉）
- ボーンシリーズ（ニッキー・パーソンズ〈ジュリア・スタイルズ〉）※ソフト版
  - ボーン・アイデンティティー
  - ボーン・スプレマシー
  - ボーン・アルティメイタム[47]
  - ジェイソン・ボーン
- ポイズン（カルメン）
- ポイント45（リズ〈アイシャ・タイラー〉）
- 北斗の拳（チャーリー）
- 僕の大切な人と、そのクソガキ（ジェイミー〈キャサリン・キーナー〉）
- ホット・ネイビー/カリブ海イケイケ大作戦（ペネロペ・カーペンター大尉〈デブラ・メッシング〉）
- ボディ・ショット（エマ・クーパー）
- ボルケーノ（ジェイ・カルダー〈ジャクリーン・キム〉）※ソフト版
- マイ・ビッグ・ファット・ウェディング（トゥーラ・ポルトカロス〈ニア・ヴァルダロス〉）
- マイ・ビッグ・ファット・ドリーム（ジョージア〈ニア・ヴァルダロス〉）
- 真夜中のラブコール/テレフォンセックス殺人事件（メグ・ウィラー〈ペイジ・フレンチ〉）
- ミッションX（モリー〈ジェニファー・ビールス〉）
- ミラーズ2
- ミラグロ/奇跡の地（ルビー・アーチュレッタ〈ソニア・ブラガ〉）
- メガ・シャークVSクロコザウルス（ハッチンソン捜査官〈サラ・リーヴィング〉）
- ヤァヤァ・シスターズの聖なる秘密（若かりし頃のティーンシー〈ジャクリーン・マッケンジー〉）
- ユー・ガット・メール（シドニー・アン〈ジェーン・アダムス〉）※フジテレビ版
- ユージュアル・サスペクツ（イーディ・フィネラン〈スージー・エイミス〉）※ソフト版
- ラスト・ボーイスカウト（コリー〈ハル・ベリー〉）※日本テレビ版
- リプリー（メレディス・ローグ〈ケイト・ブランシェット〉）※ソフト版
- ル・ディヴォース/パリに恋して（イザベル〈ケイト・ハドソン〉）
- レイジング・ブレット 復讐の銃弾（エンジェル・コジンスキー〈シャーレイン・ウッダード〉）※ソフト版
- レジェンド・オブ・ゾロ（エレナ・デ・ラ・ベガ〈キャサリン・ゼタ＝ジョーンズ〉）※日本テレビ版
- レプリカント（アンジー〈キャサリン・デント〉）※ソフト版
- Work It 〜輝けわたし!〜（マリア・アッカーマン〈ナオミ・スニッカス〉）
- わかれ路（クラスク先生）
- ワンス・アポン・ア・タイム・イン・チャイナ 天地覇王（ミウ）
- ワンダーランド駅で（クリケット）

#### ドラマ
- アグリー・ベティ（ヒルダ・スアレス〈アナ・オルティス〉）
- アラーム・フォー・コブラ11（アンドレア・シェーファー→アンドレア・ゲーカーン）
- アンドロメダ（ベカ・ヴァレンタイン〈リサ・ライダー〉）
- ER緊急救命室（チュニー・マーケイズ〈ローラ・セロン〉）
- WITHOUT A TRACE/FBI 失踪者を追え!（エレナ）
- ヴェロニカ's クローゼット（ヴェロニカ・“ロニー”・チェイス〈カースティ・アレイ〉）
- エージェント・オブ・シールド（メリンダ・メイ〈ミン・ナ〉）
- NCIS:LA 〜極秘潜入捜査班（クイン / ミシェル・ハンナ〈アーンジャニュー・エリス〉）
- NCIS: ニューオーリンズ シーズン4 #3（サラ・バーンズ）
- NCIS 〜ネイビー犯罪捜査班 シーズン2 #6（ミッキー・シールズ少佐）
- エレメンタリー5 ホームズ&ワトソン in NY #9（コサ刑事〈デビ・メイザー〉）
- エンジェルス・イン・アメリカ（ハーパー・ピット〈メアリー＝ルイーズ・パーカー〉）
- KAMEN RIDER DRAGON KNIGHT（ミシェル・ウォルシュ）
- ギャップ・ザ・シリーズ（サムの祖母〈タッサワン・セーニーウォン・ナ·アユタヤヹo〉[48]）
- 恐竜家族
- クライム・ストーリー（ジュリー・トレロ〈ダーラン・フリューゲル〉）
- クリミナル・マインド FBI行動分析課（サリナス）
- 刑事ナッシュ・ブリッジス（ケリー・ウェルド〈セレナ・スコット・トーマス〉）※ビデオ版
- THE FIRM ザ・ファーム 法律事務所（レベッカ・クローウェル）
- サマンサ Who?（アンドレア・ベラドンナ〈ジェニファー・エスポジート〉）
- CIA:ザ・エージェンシー（リサ・ファブリッツィ〈グロリア・ルーベン〉）
- CSI:15 科学捜査班 ザ・ファイナル #5（ジェーン・スナイダー〈ジリアン・ヴィグマン〉）
- The O.C. #6（ガブリエル）
- ジャングル（シーナ〈ジーナ・リー・ノリン〉）
- 新・刑事コロンボ 恋におちたコロンボ（会計係、パーティーの客）
- 新スタートレック（ターシャ・ヤー〈デニーズ・クロスビー〉）
- スタートレック:ディープ・スペース・ナイン シーズン3 #1,2（トゥルール〈マーサ・ハケット〉）
- スタートレック:ヴォイジャー（セブン・オブ・ナイン〈ジェリー・ライアン〉）
- スタートレック:ピカード（セブン・オブ・ナイン〈ジェリー・ライアン〉）
- スピン・シティ（ヴェロニカ〈キム・ディケンズ〉）
- スペース・レンジャーズ（スージー・ワトソン船長〈シャロン・マホニー〉）
- 続ハリーズ・ロー 裏通り法律事務所（チェン夫人）
- たどりつけばアラスカ（マギー・オコネル〈ジャニーン・ターナー〉）
- ダラス（パメラ・バーンズ・ユーイング〈ヴィクトリア・プリンシパル〉）
- チャームド 〜魔女3姉妹〜 シーズン8（イブ）
- ツイン・ピークス（ロネット・ポラスキー）
- デスパレートな妻たち5（フラン〈ウェンディ・マッケナ〉）
- デビアスなメイドたち（マリソル・スアレス〈アナ・オルティス〉[49]）
- 跳べ!ロックガールズ 〜メダルへの誓い（クロエ・クメコ）
- ナース・ジャッキー2（ホイットニー）
- ノアズ・アーク（ナーマ〈メアリー・スティーンバージェン〉）
- パパにはヒ・ミ・ツ（クリスティーナ）
- HAWAII FIVE-0
  - シーズン1 #9（アリソン / エリカ〈エマニュエル・ヴォージア〉）
  - シーズン2 #22（チャーリー）
  - シーズン3 #4（アマンダ・マドセン）
- ビバリーヒルズ青春白書（クレア・アーノルド〈キャスリーン・ロバートソン〉）
- ふたりは最高!ダーマ&グレッグ（ジェーン・ドー〈シェイ・ドリーン〉）
- ブル〜ウォール街への挑戦〜（マリッサ・ルッフォ〈アリシア・コッポラ〉）
- フレイザー家の秘密（シルヴィア・スタイネッツ〈リリー・レーブ〉[50]）
- フレンズ シーズン1 #5（アンジェラ）
- マードック・ミステリー 〜刑事マードックの捜査ファイル〜（アニー・オークレイ）
- ミディアム4 霊能者アリソン・デュボア（メーガン）
- 名探偵モンク
- THE MENTALISIT メンタリストの捜査ファイル（ハンナ・ディアス）
- リンガー 〜2つの顔〜（キャサリン）
- 霊幻道士（ムイ姐さん / 黒バラ〈ション・ティンオー〉）
- レジェンド・オブ・フラッシュ・ファイター 書剣恩仇録（駱冰）
- ロックフォードの事件メモ
- ワイルド・ランナーシリーズ（アンドレア・シェーファー）

#### アニメ
- アラジンの大冒険
- おさるのジョージ（リディア）
- スーパーマン（女王マキシマ）
- ストレンジ・ワールド/もうひとつの世界（カリスト・マル[51]）
- スパイダーマン:スパイダーバース（メイ・パーカー）
- ターザン（ナオミ・マディソン）
- トムとジェリー
- ナットのスペースアドベンチャー3D（ナディア）
- バットマン（タリア）
- バットマン:ブレイブ&ボールド（ハントレス）

### 特撮
- 美少女戦士セーラームーン（本の声、クイーン・セレニティの声）

### テレビドラマ
- 男女7人秋物語（1987年、TBS）
- 真夜中の百貨店〜シークレットルームへようこそ〜 シーズン1#6,#7（スーパースタイリスト）

### ナレーション
- スカイパーフェクトTV「スカイシネマ番宣」
- アニマックス「ナッキーパンチ」

### 舞台
- 第1回マウスプロモーション公演「誘拐」
- 第2回マウスプロモーション公演「新版・相続法概説」
- 第3回マウスプロモーション公演「喜劇 桜の田」
- 第4回マウスプロモーション公演「桜の花にだまされて」
- 劇団AUN公演「夏の夜の夢」（ヒポリタ）
- 劇団AUN公演「マクベス」（マクダフ夫人）
- 劇団AUN公演「トロイアの女たち」（ヘカベ）
- 劇団AUN公演「終わりよければすべてよし」（伯爵夫人）
- 舞台「鬼太郎誕生 ゲゲゲの謎」（龍賀乙米）[52]

### 朗読劇
- 朗読劇「胡桃炸裂症候群 -Drosselmeyer Syndrome - 承」[53]

### シリーズ一覧
1. ↑  第1期（2000年）、第2期『the second stage』（2001年）
2. ↑  第1期（2007年）、第2期『第弐幕』（2007年）
3. ↑  Season I（2020年）、Season II（2024年 - 2025年）
4. ↑  Season1（2022年）、Season2（2023年）
5. ↑  『Ⅳ』[28]（2008年）、『Ⅴ』[29]（2008年）、『Ⅵ』[30]（2009年）、『Ⅶ』[31]（2009年）

### 初出話一覧
1. ↑  Season II 第10話初出
2. ↑  Season I 第1話初出
3. ↑  Season II 第2話初出
4. ↑  第11話初出
5. ↑  第6話初出
6. ↑  第7話初出
7. ↑  第20話初出
8. ↑  第8話初出
9. ↑  第24話初出
10. ↑  第2話初出